# T. Henry Howard
Thomas Henry Howard, född 17 juli 1849, död 1 juli 1923, var kommendör i Frälsningsarmén och dess andra stabschef under åren 1912 - 1919. Han var far till William Howard.